# Policías X
«X-Cops» es el duodécimo episodio de la séptima temporada de la serie de televisión estadounidense de ciencia ficción The X-Files. Dirigido por Michael Watkins y escrito por Vince Gilligan, la entrega sirve como una historia del «monstruo de la semana», una trama independiente sin conexión con la mitología general de The X-Files. Emitido originalmente en los Estados Unidos por la cadena Fox el 20 de febrero de 2000, «X-Cops» recibió una calificación Nielsen de 9,7 y fue visto por 16,56 millones de espectadores. El episodio obtuvo críticas positivas de los críticos, en gran parte debido a su presentación única, así como a su uso del humor. Desde su emisión, el episodio ha sido nombrado entre los mejores episodios de The X-Files por varios críticos.
The X-Files se centra en los agentes especiales Fox Mulder (David Duchovny) y Dana Scully (Gillian Anderson) de la Oficina Federal de Investigaciones (FBI), que trabajan en casos relacionados con lo paranormal, llamados expedientes X. Mulder cree en lo paranormal; inicialmente se asignó a la escéptica Scully para desacreditar su trabajo, pero los dos han desarrollado una profunda amistad. En este episodio, Mulder y Scully son entrevistados para el programa de telerrealidad Cops de Fox durante la investigación de un expediente X. Mulder, cazando lo que él cree que es un hombre lobo, descubre que el monstruo que aterroriza a la gente realmente se alimenta del miedo. Mientras que Mulder acepta la publicidad de Cops, Scully se siente más incómoda por aparecer en televisión nacional.
«X-Cops» sirve como un cruce ficticio con Cops. Gilligan, quien se inspiró para escribir el guion porque disfrutó de Cops, presentó la idea varias veces al creador de la serie Chris Carter y al equipo de escritores de la serie, recibiendo una recepción mixta; cuando el equipo sintió que el programa estaba llegando a su fin con la conclusión de la séptima temporada, a Gilligan se le dio luz verde porque se vio como un experimento. En la tradición del programa Cops de la vida real, todo el episodio fue filmado en videocinta y contó con varios miembros del equipo de Cops. El episodio ha sido analizado temáticamente por su uso del posmodernismo y su presentación como telerrealidad.

## Argumento
El episodio comienza con la secuencia apertura de Cops antes de pasar a Keith Wetzel (Judson Mills), un ayudante del Departamento del Sheriff del condado de Los Ángeles. Él y el equipo de filmación de Cops están en Willow Park, California, un distrito ficticio de alta criminalidad de Los Ángeles. Wetzel visita la casa de la Sra. Guererro (Perla Walter), quien ha informado de un monstruo en el vecindario. Wetzel, esperando encontrar un perro, sigue a la criatura a la vuelta de una esquina, pero vuelve corriendo gritando para que el equipo huya. Regresan al auto policial de Wetzel, pero antes de que puedan escapar, es volcado por una entidad invisible.
Cuando llegan refuerzos a la escena, un Wetzel herido afirma que se encontró con pandilleros. La policía pronto descubre y rodea a Fox Mulder (David Duchovny) y Dana Scully (Gillian Anderson), creyéndolos criminales, antes de darse cuenta de que ambos son agentes del FBI. Mulder y Scully afirman que están investigando a un presunto hombre lobo que mató a un hombre en la zona durante la última luna llena. Según Mulder, la entidad que están rastreando solo sale de noche. Scully está irritada por la presencia constante del equipo de Cops, pero Mulder está entusiasmado con la perspectiva de que se presente una prueba paranormal a una audiencia televisiva nacional. Los agentes y la policía entrevistan a la Sra. Guerrero, quien le describe el monstruo a Ricky (Solomon Eversol), un dibujante. Para sorpresa de Mulder, la Sra. Guerrero no describe a un hombre lobo, sino al villano de películas de terror Freddy Krueger. Ricky expresa temor de estar solo en el vecindario peligroso y se encuentra poco tiempo después con cortes graves en el pecho. Mulder y Scully encuentran una uña rosada en la escena. El grupo también se encuentra con Steve y Edy (J.W. Smith y Curtis C.), una pareja que presenció el incidente pero no vio al atacante de Ricky, diciendo que parecía que estaba siendo atacado por nada. Scully le muestra a la pareja la uña, que identifican como perteneciente a Chantara Gómez (María Celedonio), una prostituta.
Cuando los agentes localizan a Chantara, cuyo rostro está pixelado, ella afirma que su proxeneta atacó a Ricky y teme que la mate. Ella suplica a los agentes que la protejan. Mulder y Scully hacen que Wetzel vigile a Chantara mientras ayudan a la policía en el allanamiento de una casa de crack. Los dos regresan al exterior cuando Wetzel se encuentra con la entidad y le dispara salvajemente. Dentro de un auto policial, los agentes encuentran a Chantara con el cuello roto. Cuando Mulder le pregunta a Wetzel, admite que pensó que vio al «hombre avispa», un monstruo del que su hermano mayor le habló cuando era niño. Aunque otros oficiales expresan escepticismo, un oficial encuentra balas aplastadas; lo que indica que impactaron físicamente algo, aunque no se encuentra ningún rastro de lo que golpearon. Mulder formula una teoría de que la entidad cambia de forma para coincidir con los peores temores de sus víctimas. Wetzel, Ricky y Chantara expresaron temor poco antes de sus encuentros con la entidad; era visible para ellos, pero no para los demás. Los agentes creen que Steve y Edy pueden ser el próximo objetivo de la entidad porque estaban cerca del ataque de Ricky. Se dirigen a su casa, solo para encontrar a la pareja en medio de una discusión. Después de que Edy expresa el temor de una separación de Steve, la pareja se reconcilia. Con base en esta situación, Mulder propone que la entidad ignoró a Steve y Edy porque no mostraban miedo mortal.
Mulder cree que la entidad viaja de víctima en víctima como un contagio. A petición suya, Scully realiza una autopsia del cuerpo de Chantara en la morgue. Durante el procedimiento, una conversación entre Scully y la asistente del forense (Tara Karsian) hace que esta última entre en pánico por un brote de hantavirus. La entidad la mata repentinamente con la enfermedad. Cuando Mulder discute la muerte con Scully, se da cuenta de que Wetzel está en peligro de ser visitado nuevamente por la entidad. Los agentes y la policía regresan a la casa de crack, donde la entidad ha atrapado a un Wetzel herido en una habitación de arriba. Los agentes no pueden entrar en la habitación hasta que llega el amanecer, cuando la entidad desaparece y le perdona la vida a Wetzel. Después de que termina el incidente, Scully expresa sus condolencias a Mulder de que ser filmado por un equipo de televisión nacional no proporcionó la exposición pública a los fenómenos paranormales que él esperaba. Mulder mantiene la esperanza y señala que todo se reduce a cómo el equipo de producción edite el metraje en conjunto.

## Producción

### Concepción y escritura

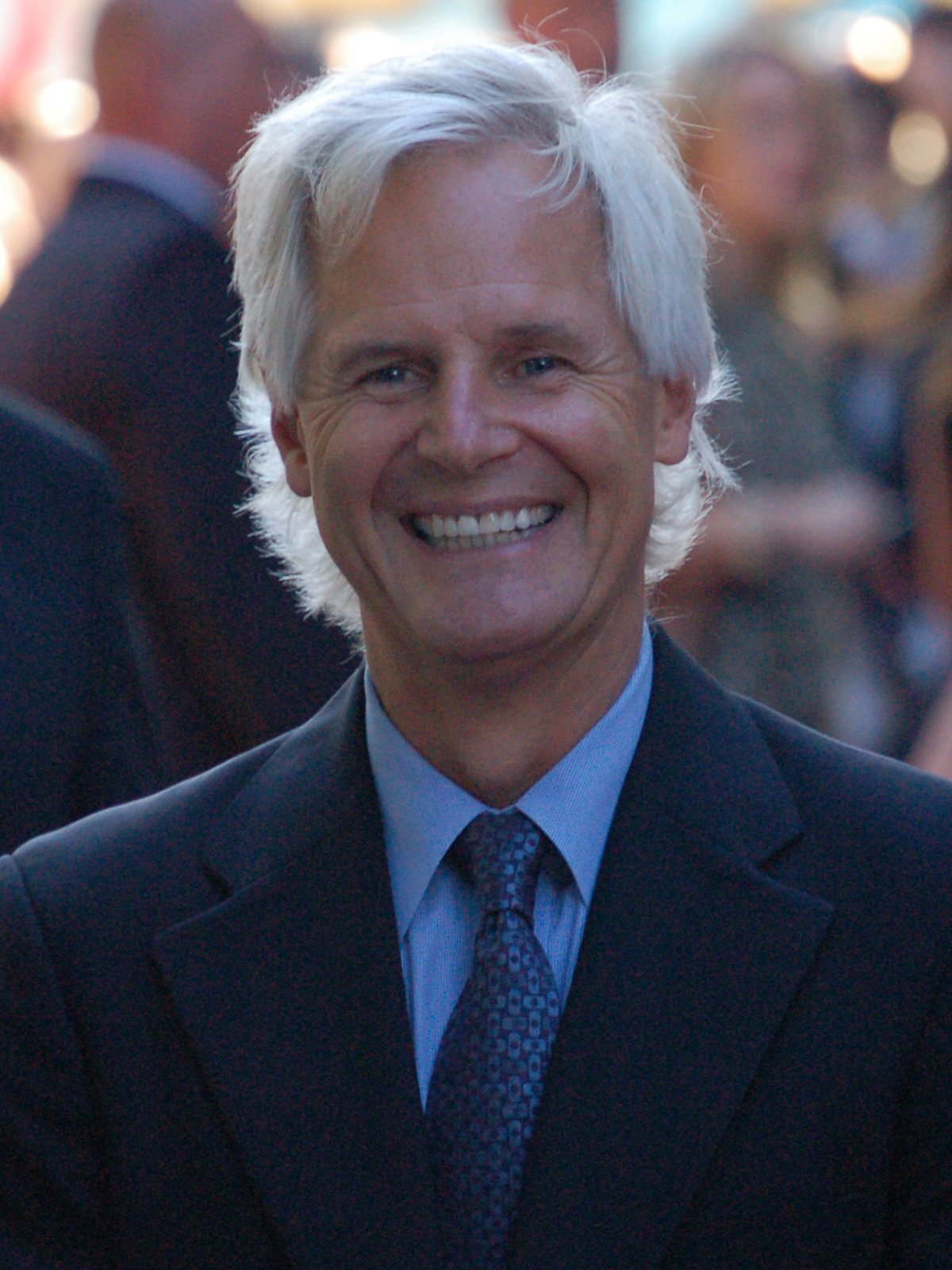
El concepto del episodio fue aprobado por el creador de la serie Chris Carter en la séptima temporada del programa, después de haber sido vetado varias veces antes.

«X-Cops» se inspiró en el programa de televisión de Fox Cops, que Vince Gilligan (el escritor de este episodio) describe como una «gran porción de la cultura estadounidense». Gilligan lanzó la idea por primera vez durante la cuarta temporada del programa al equipo de escritura de X-Files y al creador de la serie Chris Carter, al último de los cuales le preocupaba que el concepto fuera demasiado «tonto». El colega escritor y productor Frank Spotnitz estuvo de acuerdo, aunque estaba más incómodo con la idea de Gilligan de usar una cinta de video en lugar de una película; Al equipo de producción del programa le gustaba usar películas para crear «sustos efectivos», y a Spotnitz le preocupaba que filmar exclusivamente en cinta de video fuera demasiado desafiante ya que la serie no podría cortar y editar el producto final. Durante la séptima temporada del programa, Carter cedió. Muchos críticos y fanáticos creyeron, erróneamente, que la séptima temporada de The X-Files sería la última del programa. Del mismo modo, Carter sintió que el programa casi había seguido su curso, y al ver el potencial de la idea de Gilligan, decidió dar luz verde al episodio. Gilligan señaló que «cuanto más tiempo hemos estado en el aire, más oportunidades hemos tomado. Tratamos de mantener el programa fresco... Creo que [Carter] aprecia eso». «X-Cops» no fue el primer intento de Gilligan de escribir un cruce. Casi tres años antes, había desarrollado un guion que habría tomado la forma de un episodio de Unsolved Mysteries, con actores desconocidos interpretando a Mulder y Scully y Robert Stack apareciendo en su papel de narrador. Este guion fue abortado más tarde y reescrito como el episodio de la quinta temporada «Bad Blood».
Gilligan razonó que, debido a que Mulder y Scully aparecerían en una serie de televisión distribuida a nivel nacional, el monstruo principal del episodio no podía mostrarse, solo «insinuarse». Gilligan y el equipo de redacción aplicaron métodos utilizados anteriormente en la película de terror psicológico The Blair Witch Project (1999) para mostrar lo menos posible del monstruo y al mismo tiempo hacer que el episodio fuera aterrador. Michael Watkins, quien dirigió el episodio, contrató a varios ayudantes de Sheriff reales como extras para el episodio. El director de reparto Rick Milikan explicó más tarde que el grupo necesitaba «actores que pudieran lograr la credibilidad en una conversación informal normal de policías en el trabajo». Durante la escena de la casa de crack, se contrató a verdaderos miembros del equipo SWAT para derribar las puertas. El actor Judson Mills explicó más tarde que, debido a que había pocos camarógrafos y debido a la forma en que se filmó el episodio, «la gente simplemente se comportaba como si fuéramos policías [reales]. Tenía otros policías saludando y dando sus señales o cabezas arriba como lo hacen entre ellos. Fue bastante divertido».

### Rodaje y posproducción
| Lo que nos sorprendió a todos fue el poco tiempo que tomó filmar. Básicamente hicimos una o dos tomas de algo y eso fue todo. —Gillian Anderson, sobre la grabación de «X-Cops». |

Cuando los miembros del personal de The X-Files le preguntaron al productor de Cops, John Langley, sobre un posible cruce, al equipo de Cops le gustó la idea y «ofreció su total cooperación». Gilligan incluso asistió al rodaje de un episodio. Inspirado en Cops, el estilo de dirección de Watkins fue único para este episodio, e incluso filmó directamente algunas de las escenas. También trajo a Bertram van Munster, camarógrafo de Cops, para filmar escenas y darle al producto final una sensación de autenticidad. En un intento de realismo, otros miembros del personal de Cops participaron en la producción: Daniel Emmet y John Michael Vaughn, dos miembros del equipo de Cops, aparecieron durante el clímax del episodio. Durante los ensayos, Watkins mantuvo las cámaras alejadas del set, de modo que cuando comenzara la grabación de video, la falta de familiaridad de los camarógrafos crearía la sensación «sin guion» de un documental . Además, se contrató a un editor de Cops «para insertar el desenfoque característico sobre los rostros de los transeúntes inocentes». «X-Cops» fue filmado en Venice, Los Ángeles y en Long Beach, California.
El episodio fue uno de los dos episodios de X-Files que tuvieron lugar en tiempo real (es decir, los eventos en el episodio se presentan al mismo ritmo que los experimenta la audiencia), siendo el otro el episodio de la sexta temporada «Triangle». Debido a la naturaleza del cronograma de filmación, el episodio fue relativamente barato de filmar y la producción avanzó a un ritmo rápido. Inicialmente, los actores lucharon con el nuevo estilo cinéma vérité del episodio y se necesitaron varias tomas para las escenas durante los primeros días, pero estos problemas disminuyeron a medida que avanzaba la grabación. En una noche, se filmaron tres páginas y media de guion en solo dos horas; la tasa de filmación normal de The X-Files era de tres a cuatro páginas por día. Tanto Watkins como Mills compararon el proceso de filmación con el teatro en vivo, y el primero señaló: «En cierto sentido, estábamos haciendo teatro: estábamos haciendo un acto o la mitad de un acto completo en una sola toma». Anderson calificó la actuación como «divertida» de rodar y destacó a «Scully enojándose con el equipo de cámaras» como su papel favorito. Además, señaló que «fue interesante hacer el ajuste para interpretar algo más real de lo que podrías interpretar para la televisión».
Aunque se grabó para crear la ilusión de que los eventos ocurrieron en tiempo real, el episodio empleó varios trucos y efectos de cámara. Para la toma de apertura, un «corte subrepticio» ayudó a reemplazar al actor Judson Mills con un doble cuando el monstruo voltea el auto de la policía. Usualmente, un episodio de The X-Files requería que los editores hicieran entre 800 y 1200 cortes de película, pero «X-Cops» solo requirió 45. Durante la posproducción, estalló una pequeña discusión entre Vince Gilligan y la cadena. Originalmente, Gilligan no quería que el logo de X-Files apareciera en ningún momento durante el episodio. Hizo hincapié en que quería que «X-Cops» se sintiera como un «episodio de Cops que involucraba a Mulder y Scully». La cadena, temiendo que la gente no entendiera que «X-Cops» era en realidad un episodio de The X-Files, vetó esta idea. Finalmente se llegó a un compromiso: el episodio se abriría con el tema principal de Cops, pero los créditos de The X-Files también aparecerían después de la escena inicial. Además, la secuencia antes de los cortes comerciales presentaría luces rojas y azules parpadeando en el logotipo de The X-Files mientras se escucha el diálogo de fondo, de manera similar al logotipo de Cops. El episodio también presenta un descargo de responsabilidad al principio que informa a los espectadores que el episodio es una entrega especial de The X-Files para evitar que los espectadores piensen que el programa «ha sido reemplazado esta semana por Cops».

## Temas
Varios críticos, como M. Keith Booker, han argumentado que «X-Cops» es un ejemplo de The X-Files profundizando en la escuela de pensamiento posmoderna. El posmodernismo ha sido descrito como un «estilo y concepto en las artes [que] se caracteriza por el uso consciente de estilos y convenciones anteriores [y la] mezcla de diferentes estilos y medios artísticos». Según Booker, el episodio ayuda a «identificar la serie como posmoderna [debido a su] resumen acumulativo de la cultura estadounidense moderna», o, en este caso, la fusión del programa con otra serie de televisión popular. El episodio también sirve como un ejemplo de la «autoconciencia de la serie en términos de su estado como programa de televisión (ficticio)».
Según el libro Television Style de Jeremy Butler, el episodio, junto con muchas otras películas y programas de tipo metraje encontrado, ayuda a sugerir que lo que se promociona como «televisión en vivo» es en realidad una serie de eventos que ya se han desarrollado en el pasado. Aunque el episodio es «autoconsciente», «reflexivo» y humorístico, los aspectos en tiempo real de «X-Cops» «aumentan la sensación de realismo dentro del episodio» y hacen que el resultado sea parecer hiperrealista. Esta sensación de realismo se ve reforzada por la casi falta de música en el episodio; Aparte del tema del título, la banda sonora de Mark Snow no se escucha.
Sarah Stegall propone que el episodio funciona en dos capas separadas. En la capa más superficial, funciona como una parodia absoluta, imitando tanto el estilo de The X-Files como el de Cops. En la otra capa, señala que «es una mirada seria a la validación». A lo largo del episodio, Mulder intenta capturar al monstruo en cámara y exponerlo a una audiencia nacional. Todos los testigos del monstruo funcionan como narradores poco confiables: una mujer hispana con «un historial de medicamentos»; una «Reina del Drama» negra y homosexual; una prostituta con problemas de drogas; una «asistente de la morgue aterrorizada» y el Oficial Wetzel. Stegall argumenta que todos estos personajes son del «lado equivocado de las vías» y no serían aceptados, y mucho menos creídos, por «una sociedad plácida de clase media». Al final, el único testigo confiable es la cámara, pero Stegall señala que «la cámara, sospechosamente, nunca logra encontrar [al monstruo]». Además, ella razona que el mayor temor de Mulder es no encontrar al monstruo responsable de los asesinatos. Para respaldar esta idea, señala que Mulder no solo no logra capturar ninguna evidencia de lo paranormal, sino que también falla ante una audiencia en vivo en la televisión nacional.

## Emisión y recepción
«X-Cops» se transmitió por primera vez en los Estados Unidos en la cadena Fox el 20 de febrero de 2000. Visto por 16,56 millones de espectadores, según el sistema Nielsen ratings, fue el segundo episodio con mayor audiencia de la temporada. después de «The Sixth Extinction». Recibió una calificación Nielsen de 9,7, con una participación de 14 entre los espectadores, lo que significa que el 9,7 por ciento de todos los hogares en los Estados Unidos y el 14 por ciento de las personas que miraban televisión en ese momento sintonizaron el episodio. El 13 de mayo de 2003, «X-Cops» fue lanzado en DVD como parte de la séptima temporada completa.

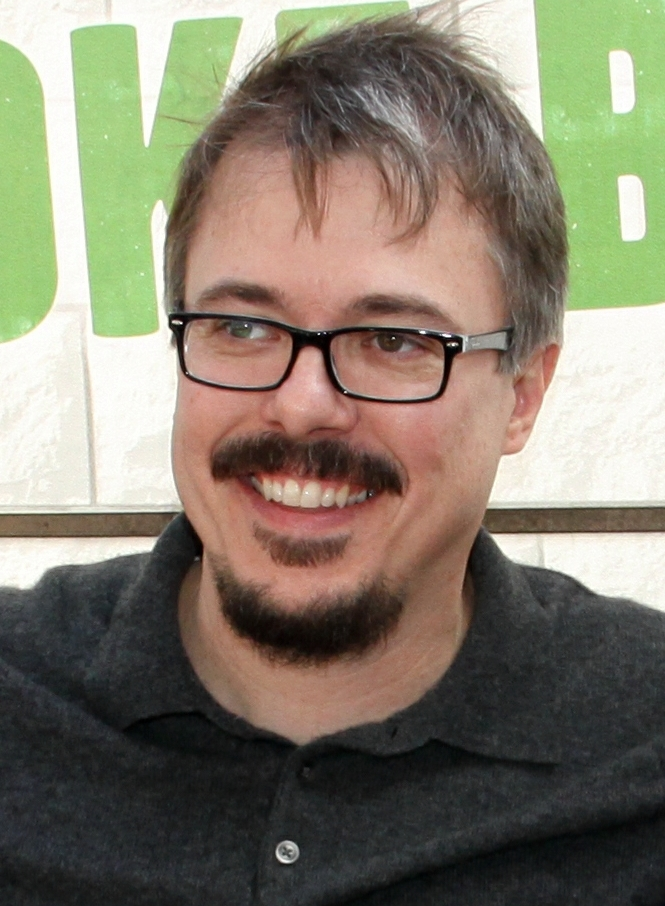
«X-Cops», escrito por Vince Gilligan, recibió elogios de la crítica, en gran parte debido a su formato único y al uso del humor.

La reacción crítica inicial al episodio fue en general positiva, aunque algunos críticos sintieron que el episodio era un truco. Eric Mink del Daily News lo describió como «ingenioso» y «excepcionalmente inteligente». Si bien señaló que «The X-Files no ha humeado exactamente esta temporada», Kinney Littlefield del Orange County Register llamó a «X-Cops» como un episodio destacado de la séptima temporada. Stegall escribió sobre Vince Gilligan: «los máximos honores deben ir para Vince Gilligan, cuyo trabajo en The X-Files es consistentemente el más nítido y consistente». Tom Kessenich, en su libro Examinations, le dio al episodio una crítica en gran medida positiva. Llamó a la entrada «uno de los episodios más entretenidos de la temporada» y «60 minutos de pura diversión». Rich Rosell de Digitally Obsessed otorgó al episodio 5 de 5 estrellas y escribió que «algunos podrían verlo como un truco, pero tener a Mulder y Scully como parte de una parodia de Cops! (completa con una total intro “Bad Boys, bad boys”) es simplemente algo brillante». No todas las críticas fueron positivas. Kenneth Silber de Space.com le dio al episodio una crítica negativa y escribió, «“X-Cops” es un episodio agotador. Ver a los agentes y la policía correr repetidamente por las calles oscuras de Los Ángeles tras un enemigo invisible y poco interesante evoca simplemente una sensación de inutilidad. El uso del formato del programa de televisión de Fox Cops proporciona una novedad transitoria pero poco drama o humor».
Las reseñas posteriores elogiaron el episodio como una de las mejores entregas del programa. Robert Shearman y Lars Pearson, en su libro Wanting to Believe: A Critical Guide to The X-Files, Millennium & The Lone Gunmen, calificaron el episodio con cuatro estrellas de cinco. Los dos escribieron que el episodio fue «divertido, inteligente y, de hecho, bastante aterrador». Shearman y Pearson también escribieron positivamente sobre el estilo del falso documental, comparándolo con The Blair Witch Project. Zack Handlen de The A.V. Club otorgó al episodio una «A–» lo llamó «ingenioso, inventivo e intermitentemente espeluznante». Argumentó que el episodio era un «episodio truco» de la serie tardía y lo comparó con las últimas temporadas de House; aunque razonó que House se basó en trucos para sostenerse, «X-Cops» es «el trabajo de un equipo creativo que se puede estar quedando sin ideas, pero aún tiene suficiente gasolina en el tanque para llevarnos a donde necesitamos ir». Además, Handlen sintió que el programa usaba el formato de Cops lo mejor que podía y que muchas de las escenas eran humorísticas, sorprendentes o una combinación de ambas.
Desde su emisión, «X-Cops» ha aparecido en varias listas «de los mejores». The Gazette de Montreal lo nombró el octavo mejor episodio de X-Files, y escribió que «empujó el programa a nuevas alturas posmodernas». Rob Bricken de Topless Robot lo nombró el quinto episodio más divertido de X-Files, y Starpulse lo describió como el episodio más divertido de X-Files, escribiendo que cuando la serie «hizo comedia, probablemente fue el drama más divertido jamás visto en la televisión». UGO nombró al antagonista principal del episodio como uno de los «11 mejores monstruos de X-Files», y señaló que la criatura es un «[Monstruo de la semana] perfecto, aunque solo sea porque el monstruo en cuestión es una metáfora viva que respira, un espectro nunca visto que cambia para adaptarse a los miedos de las personas que lo presencian». Narin Bahar de SFX nombró el episodio como uno de los «Mejores falsos documentales televisivos de ciencia ficción» y escribió: «Ya sea que vea esto como una fusión brillantemente posmoderna de realidad y ficción o una promoción cruzada desvergonzada de dos de los programas de televisión más grandes de Fox, hay muchos guiños al programa real de Cops en este episodio». Bahar elogió la escena en la que la mujer aterrorizada le dice a Mulder que Freddy Krueger la atacó, y calificó la escena como la «mejor broma interna», y aplaudió la cohesión de las dos series.